# 莘野文公祠

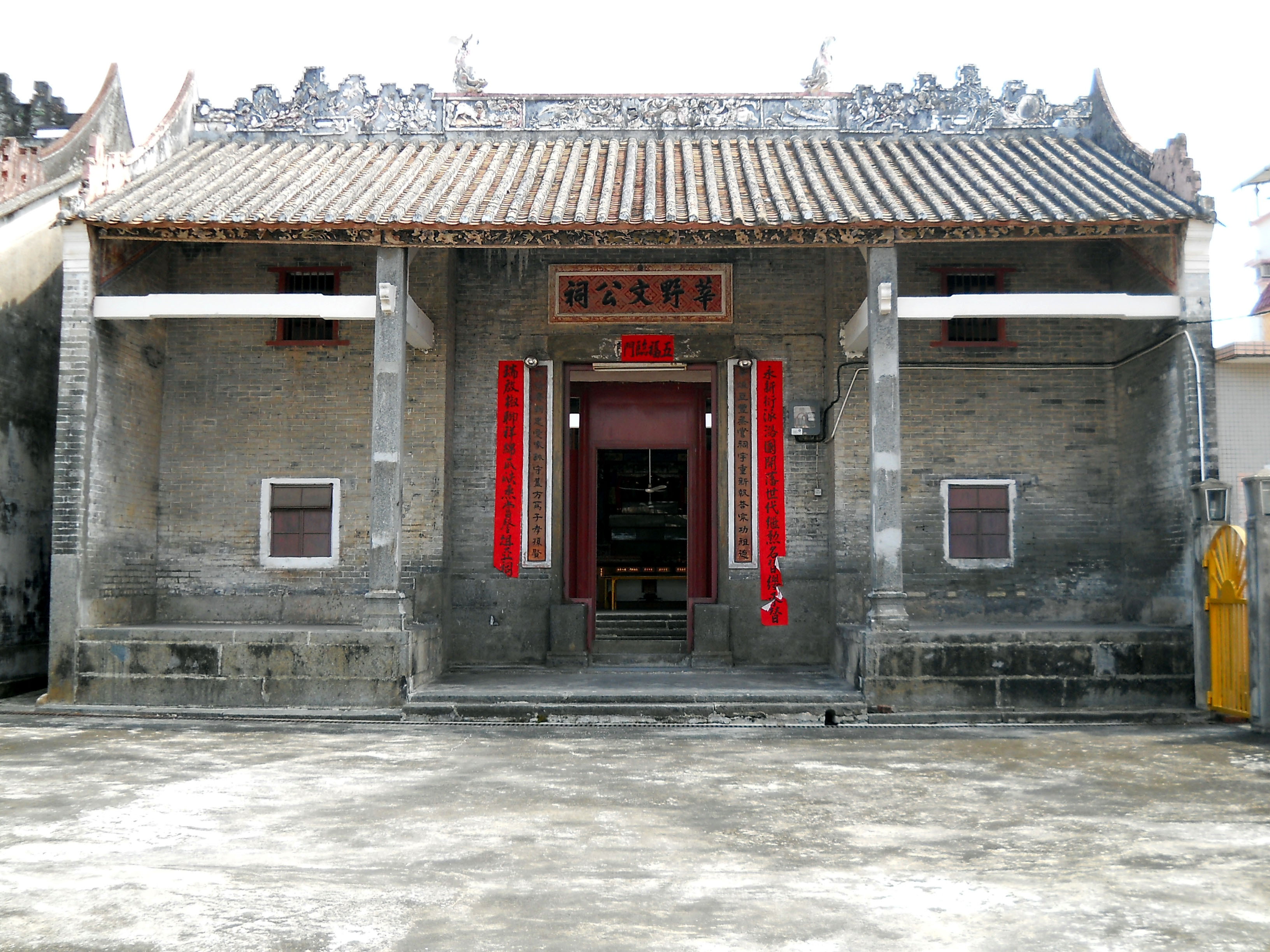
莘野文公祠

莘野文公祠位於香港新界新田蕃田村，建於18世紀中，為香港二級歷史建築。該祠與惇裕堂文氏宗祠毗鄰，規模相若，亦為蕃田村五所文氏宗祠其中之一，紀念先祖文莘野。
莘野文公祠為文樂道堂的家祠，不對外開放 。